# Pfalzweyer
Pfalzweyer – miejscowość i gmina we Francji, w regionie Grand Est, w departamencie Dolny Ren.
Według danych na rok 1990 gminę zamieszkiwało 307 osób, 138 os./km².